# Gerhard Meyer (Widerstandskämpfer)
Gerhard „Gerd“ Meyer (* 12. Januar 1919 in Berlin; † 18. August 1942 in Berlin-Plötzensee) war ein deutscher Widerstandskämpfer und Mitglied der Baum-Gruppe. Er wurde als Opfer der NS-Kriegsjustiz hingerichtet.

## Leben und Tätigkeit
Der Vater Gerhard Meyers besaß eine Zwischenmeisterei für Herren-Maßkonfektion. Seine Mutter war Hausfrau. 1935 schloss Gerhard seine Schulbildung ab und ging in die Schlosserlehre bei der Firma Kaimann in der Greifswalder Straße, Ecke Ostseestraße (später VEB Luftfilterbau). Im Sommer 1940 wurde er gezwungen, im Elmo-Werk der Siemens-Schuckert AG in Berlin-Spandau in der sogenannten Judenabteilung zu arbeiten.
Mit Herbert Baum, seit 1935 aus der jüdischen Jugendbewegung bekannt und durch gemeinsame illegale Tätigkeit verbunden, gehörte Gerhard Meyer in der „Judenabteilung“ zu den politisch bewusstesten Kräften. Er war hier entscheidend an der Gewinnung junger neuer Mitkämpfer beteiligt. Anfang 1941 heiratete er Hanni Lindenberger. Das junge Ehepaar Hanni und Gerhard Meyer hatte kaum eineinhalb Jahre gemeinsamen Lebens unter den schwersten Bedingungen bestanden, als es für immer auseinandergerissen wurde.
Herbert Meyer war sein älterer Bruder.

## Gedenksteine

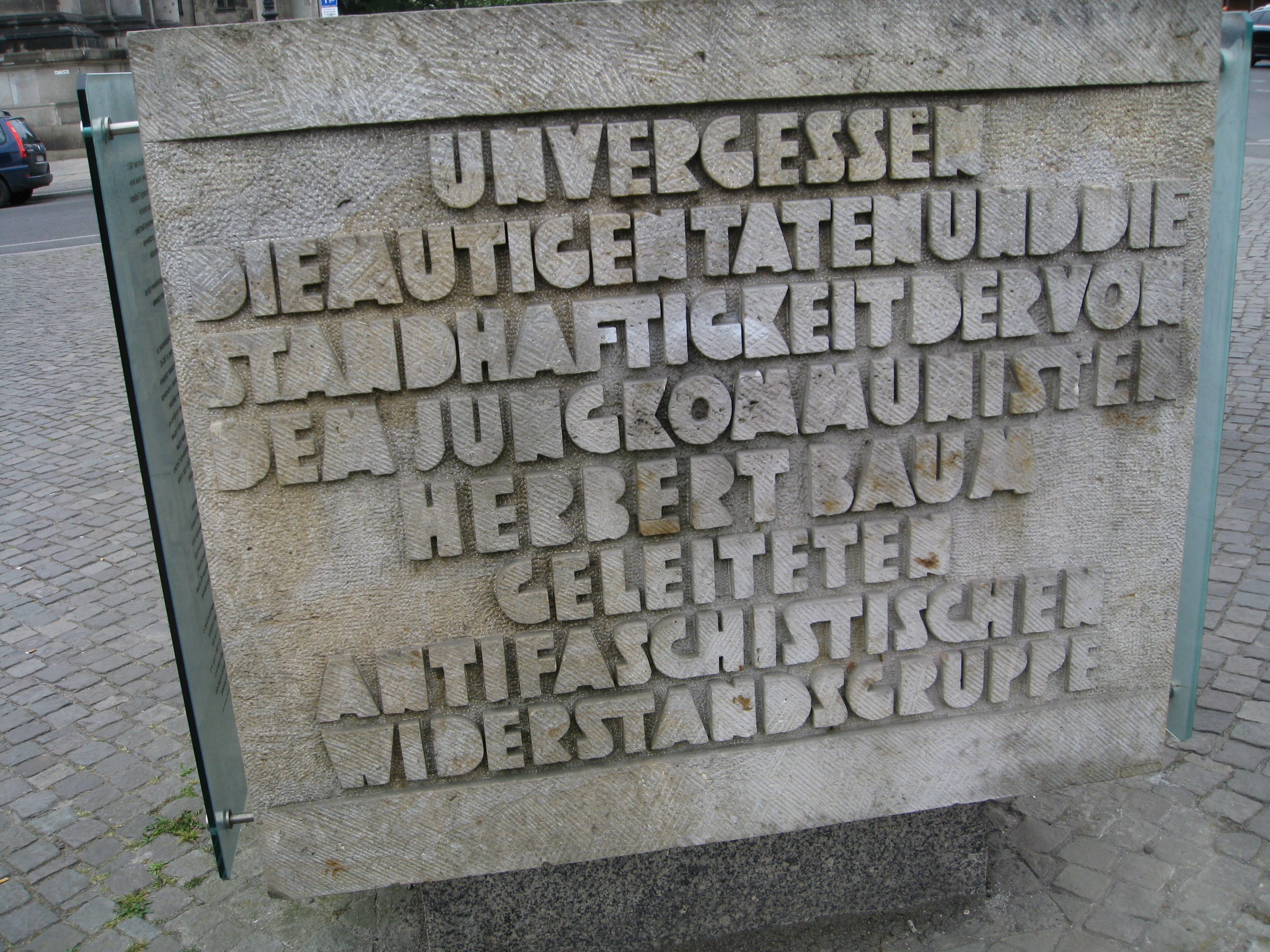
Der Berliner Gedenkstein im Lustgarten

Heute erinnern zwei der Baum-Gruppe gewidmeter Gedenksteine in Berlin namentlich auch an Gerd Meyer.
1. Gedenktafel in Berlin auf dem Jüdischen Friedhof Weißensee (Eingang: Markus-Reich-Platz).[3] Das angegebene Alter ist nicht identisch mit anderen Quellen.
2. Ein von dem Bildhauer Jürgen Raue gestaltete Gedenkstein wurde 1981 im Auftrag des Magistrats von Berlin (Ost) ohne nähere Informationen über die Widerstandsaktion im Lustgarten aufgestellt.[4]